# 木原覚法
木原 覚法（きはら かくほう、1899年8月1日 - 1967年3月29日）は、日本の僧侶。佐賀県三養基郡基山町出身。木原覚恵の子息。

## 経歴
真言宗泉涌寺派に属し、大僧正に任命され管長代理を務めた。
長男の木原覚英が、1975年に泉涌寺派を離脱して光明念佛身語聖宗を開いた。以降同宗では覚英を「光明念佛身語聖宗宗祖」として扱っている。また、一切宗の創始者・馬場覚心を弟子に持つ。